# 至爱梵高·星空之谜
是一部2017年波蘭和英國合拍的傳記動畫電影，由多蘿塔·科比拉和休·韋爾奇曼執導，而科比拉和韋爾奇曼也與雅扎克·代賀納共同撰寫劇本。其劇情主要敘述荷蘭知名畫家文森特·梵高的故事。
電影的配音員包括了道格拉斯·布斯、傑洛米·弗林、羅伯特·古拉奇克、瑟夏·羅南、克里斯·奧多德和艾丹·特纳。該片最先於2017年6月12日在安錫國際動畫影展上首映，並定於2017年9月22日在美國上映，而波蘭和英國則分別於2017年10月6日與2017年10月13日上映。

## 劇情
在文森特·梵高因槍傷而去世後不久，郵差約瑟夫·羅林發現了一封他未寄出的寄給弟弟提奧·梵高的信。為了將信交到收件人手中，約瑟夫派兒子阿曼德踏上了前往尋找提奧的旅程。阿曼德到達了提奧居住的小鎮，卻發現提奧竟也已經離世。然而，在鎮上的幾天裡，阿曼德遇見了形形色色的曾與文森特·梵高有過交往的鎮民。在與他們的交流中，阿曼德發現了關於梵高生與死的更多秘密。

## 演員
- 道格拉斯·布斯 配音 阿曼德·羅林[7]
- 傑洛米·弗林（英语：Jerome Flynn） 配音 加切特醫生
- 羅伯特·古拉奇克 配音 文森特·梵高[7]
- 瑟夏·羅南 配音 瑪格莉特·加切特[7]
- 海倫·邁柯瑞 配音 露薏絲·切瓦爾
- 克里斯·奧多德 配音 郵差魯林[7]
- 約翰·塞森斯（英语：John Sessions） 配音 佩爾·唐基
- 艾莉諾·湯姆林森（英语：Eleanor Tomlinson） 配音 愛德琳·拉武
- 艾丹·特纳 配音 船夫[7]

## 製作
描述荷蘭畫家文森特·梵高的動畫電影《至爱梵高·星空之谜》主要為BreakThru Films和Trademark Films所製作，並由波蘭電影學院所資助。該片由波蘭畫家兼導演多蘿塔·科比拉和休·韋爾奇曼執導，韋爾奇曼過去曾監製過贏得奧斯卡最佳動畫短片獎的《彼得與狼》（2006年）。電影的配音員包括了道格拉斯·布斯、傑洛米·弗林、羅伯特·古拉奇克、海倫·邁柯瑞、克里斯·奧多德、瑟夏·羅南、約翰·塞森斯、艾莉諾·湯姆林森與艾丹·特纳。
製作前，官方還透過了Kickstarter來募資以訓練專業油畫家投入繪畫的製作；而畫家們都經歷了相當嚴格的選拔，包括花費三個星期來繪畫出梵高畫的訓練。
片中的6萬5000幀皆是由帆布上的油畫所組成，並因此動用了115名畫家。在製作過程中，製作團隊建立了一個繪畫動畫工作站（PAWS），該平台用於維護繪畫的艱鉅過程，有助於油畫家們將他們的重點放在苛刻的繪畫過程中，而不是動畫技術上。
2016年3月，韋爾奇曼透露，這部電影的故事情節來自於梵高寫給他兄弟的800封信，片中還包括了120幅畫作來幫助其敘事。

## 發行
2016年2月，官方在網上釋出了《至爱梵高·星空之谜》的首支預告片。在此之前，本片最先於2017年6月12日在安錫國際動畫影展上作全球首映，後還於2017年6月18日在上海國際影展上展出。
電影定於2017年9月22日在美國上映。而波蘭和英國則分別於2017年10月6日與2017年10月13日上映。

## 反響
電影在安錫國際動畫影展首映後，其獲得的評價以正面居多。《好萊塢報導》的喬丹·明策爾指出，電影將梵高描述地像是犯罪小說的主角，並還使用了倒敘手法來呈現「將永遠不會被完全理解」的衝突感。《綜藝》的彼得·德布魯格認為，《至爱梵高·星空之谜》使用了獨一無二的藝術手法，來充分利用了藝術家充滿活力的厚塗顏料風格，並運用動態油畫來呈現出梵高最後一天的神秘面紗。同時，他也提到了片中的最後一幕為梵高帶來了詩意的悲劇感，並深入了解他是那樣的人。
爛番茄基於129條評論，新鮮度達84%，平均得分7.2／10。而在Metacritic上則獲得了56分。這部電影也入圍第90屆奧斯卡金像獎最佳動畫長片獎，但最終由皮克斯動畫工作室出品的《可可夜總會》取得優勝。

## 外部連結
- 官方网站
- 互联网电影数据库（IMDb）上《至爱梵高·星空之谜》的资料（英文）
- 爛番茄上《至爱梵高·星空之谜》的資料（英文）
- 时光网上《至爱梵高·星空之谜》的資料（简体中文）
- 豆瓣电影上《至爱梵高·星空之谜》的資料 （简体中文）